# Breviario anglicano
Il Breviario anglicano (Anglican Breviary) è la versione anglicana della Liturgia delle ore tradotta in Lingua inglese, usata specialmente dagli anglo-cattolici. Si basa sull'edizione del Breviario romano antecedente alle riforme liturgiche di papa Pio XII del 1955 e alle riforme liturgiche del Concilio Vaticano II.
Si compone dei seguenti uffici:
- Mattutino o Preghiera di mezzanotte
- Lodi mattutine o Preghiera dell'alba
- Prima o Preghiera di prima mattina
- Terza o Preghiera di metà mattina
- Sesta o Preghiera di mezzogiorno
- Nona o Preghiera di metà pomeriggio
- Vespri o Preghiera della sera
- Compieta o Preghiera della notte